# Le Bernard
Le Bernard település Franciaországban, Vendée megyében. Lakosainak száma 1320 fő (2022. január 1.). Le Bernard Avrillé, Le Givre, La Jonchère, Longeville-sur-Mer, Moutiers-les-Mauxfaits és Saint-Avaugourd-des-Landes községekkel határos.

## Népesség
A település népességének változása:
| Lakosok száma | 1226 | 1215 | 1216 | 1227 | 1239 | 1266 | 1293 | 1320 |
|               | 2013 | 2015 | 2017 | 2018 | 2019 | 2020 | 2021 | 2022 |